# إريك ميك
إريك ميك (بالإنجليزية: Erik Meek)‏ مواليد 17 يناير 1963 في سان دييغو، هو لاعب كرة سلة أمريكي سابق. بدأ مسيرته الاحترافية في سنة 1995. تم اختياره من قبل فريق هيوستن روكتس خلال الدرافت. يبلغ طوله 6 قدم 11 بوصة (2.1 م). اعتزل اللعب في 2002.

## المسيرة الاحترافية
لعب مع غلطة سراي لكرة السلة في الدوري التركي في موسم 1995–1996، ثم لعب مع نادي إراكليس سالونيك لكرة السلة في موسم 1996–1997، ثم لعب مع ريال مدريد لكرة السلة في الدوري الإسباني في موسم 2000–2001.

## روابط خارجية
- إريك ميك على موقع سبورتس رفرنس (الإنجليزية)
- إريك ميك على موقع الدوري الإسباني لكرة السلة (الإسبانية)
- إريك ميك على موقع كرة السلة الأوروبية.كوم (الإنجليزية)
- إريك ميك على موقع كلية كرة السلة في سبورتس رفرنس.كوم (الإنجليزية)
- إريك ميك على موقع ريلجم (الإنجليزية)
- إريك ميك على موقع سبورتس رفرنس (الإنجليزية)